# معصومة محمد كاظم
معصومة محمد كاظم (1927 - 2005) هي أستاذة تعليم الرياضيات وإحدى رائدات تعليم الرياضيات في مصر. ولدت في 14 يناير 1927 وتوفيت يوم الجمعة 3 يونيو 2005، وهي الشقيقة الكبرى للصحفية والناقدة صافي ناز كاظم.

## نشأتها واتجاهها لدراسة الرياضيات
تقول عنها شقيقتها الصحفية صافي ناز كاظم: بينما كانت الفتيات في عمرها يتطلعن الي صور فاتنات السينما ويحاكين أزياءهن، كانت هي تعلق صورة مكبرة للعالم والفيلسوف الإنجليزي إسحق نيوتن (1642 ـ 1727) الذي اكتشف قانون الجاذبية ـ وتصمم ملابسها «فيونكة» عند الرقبة تشبه ما كان يلبسه نيوتن!..... كان استغراقها في حل مسائل الحساب وسيلة لهوها في طفولتها، وأصبحت مواد الحساب والهندسة والجبر ولغريتماته مرادفها عندي: أختي معصومة! القدوة في عائلتنا التي حددت مبكراً وبلا جدال مساواة البنت والولد في مواصلة التعليم إلى الشهادات العليا بحد أدنى «ماجستير»، ومن دون حد أقصى، فالدكتوراه وراءها الأبحاث والأبحاث والأبحاث.. إلخ، شغفا بالعلم والمعرفة لا طمعا في منصب أو مباهاة.

## تأهيلها ومشوارها العلمي
تعد معصومة كاظم واحدة من مؤسسي كلية البنات جامعة عين شمس، إذ أنها أول معيدة من خريجات الكلية يتم تعيينها بها وكان ذلك عام 1951، بعد تخرجها عام 1949 في قسم الرياضيات والتربية من معهد التربية العالي للمعلمات وكانت الأولى على دفعتها.
بعد نيلها دبلوم معهد الدراسات العليا في الرياضيات سنة 1952 حصلت علي ماجستير التربية في طرق تدريس الرياضيات من جامعة أيوا بالولايات المتحدة الأمريكية سنة 1955 ثم ماجستير آخر في الرياضيات البحتة من جامعة كنساس بأمريكا سنة 1961 ودكتوراه الفلسفة في مناهج وطرق تدريس الرياضيات من جامعة كنساس نفسها عام 1964.
اختيرت معصومة كاظم لتكون عضواً في حلقة اليونسكو لتطوير مناهج الرياضيات بالبلدان العربية بين عامي 1966 و1972.

## ريادتها في مجال الرياضيات في مصر
هي أول سيدة تتخصص في طرق تدريس الرياضيات، وأول سيدة تحصل على ماجستير في الرياضيات البحتة، وأول سيدة تحصل على دكتوراه الفلسفة في المناهج وطرق تدريس الرياضيات، وأول سيدة تشترك في تطوير وتحديث مناهج الرياضيات، وأول سيدة تشارك في تأليف أول كتاب عن الرياضيات الحديثة باللغة العربية، وهو كتاب «أساسيات تدريس الرياضيات الحديثة» مع الأستاذ الدكتور وليام عبيد، والدكتور محمود شوق، الذي صدر عام 1969 عن دار المعارف.

## أبحاثها ومؤلفاتها في مجال الرياضيات
تطرقت معصومة كاظم في أبحاثها إلى موضوعات ومجالات رياضية جديدة، ومن هذه الأبحاث والمؤلفات:
- «دور النماذج الرياضية في تطوير مفهوم الرياضيات التطبيقية في التعليم العام[1]»، (مكتبة الأنجلو المصرية 1978)
- «المجموعة، الزمرة، مفهومها، نظرياتها ونشأتها وتطورها وتطبيقاتها وأثر ذلك على منهج التعليم العام» (دار المعارف،1979)
- «الهندسة اللاإقليدية أو قصة تحرير الفكر الرياضي وانطلاقه[2]»، بالاشتراك مع أ. د. وليم عبيد (دار النهضة العربية 1993).

## تكريمها
ورد في تقرير ترشيحها لجائزة جامعة عين شمس التقديرية لعام 2003/2004: «.. قامت سيادتها وتقوم بأبحاث وإنتاج علمي يتسم بالتنوع والاصالة والعمق، كما تبنت تحديث مناهج الرياضيات بموضوعات جديدة مثل الرسومات التخطيطية والهندسات اللا اقليدية والنمذجة وغيرها، لكل هذه الريادة للمرأة العربية وكل هذا السبق العلمي الذي حققته بوجودها العلمي المتميز والمنير والثقافي المشرف في كثير من المؤتمرات والمحافل العلمية، يمكننا ان نري بجلاء مردود هذا السبق والريادة بكل الابعاد المثمرة علي الساحات الثقافية والفكرية والقومية..»